# گل‌استکانی
گل‌استکانی (نام علمی: Campanula) نام یک سرده از تیره گل‌استکانیان است.